# SVT Karlstad
SVT Karlstad är Sveriges Televisions verksamhet från Karlstad, omfattande Värmlands län. Tidigare hade orten en varierande programproduktion, men efter omfördelning av resurser produceras i huvudsak lokala nyheter i Karlstad.

## Historik
Radion etablerade sig i Karlstad i början av 1960-talet.
När distrikten tog över TV2 år 1987 etablerades en miljöredaktion i Karlstad som skulle komma att ligga bakom programmen Miljöbilder och E-fekt. Karlstad producerade tidigare även konsumentupplysande program som Konsumentmagasinet, men ansvaret för dessa flyttades till Umeå under 1987.
Även en del barnprogram som Vi i femman och Hajk har producerats i Karlstad.
SVT Karlstad producerade hälsoprogrammet Livslust från 1991. Även ersättaren Fråga doktorn producerades först i Karlstad. Från år 2001 tog Karlstad även över programmet Landet runt.
Karlstad var det sista SVT-distrikt som fick ett eget regionalt nyhetsprogram. Tvärsnytt hade startat 1986 och sände från SVT Örebro, men innehöll även Värmlandsnyheter. Först i september 2001 startade Värmlandsnytt med nyheter enbart för Värmland.
Besparingarna i SVT:s distriktsverksamhet 2004–2005 ledde till att Fråga doktorn flyttades till SVT Norrköping. Man fick dock behålla Landet runt som fortsatte sändas från Karlstad fram till 2009.

## Distriktschefer
- Paul Björk, 1959–1971
- Axel Breitholtz, 1971[5]-1979
- Lennart Hydbom, 1979[6]-1981
- Kjell Forsting, 1981–1983
- Tomas Arvidsson, 1983[7]-1987[8]
- Olle Mannberg, 1987[9]-2000

## Andra medarbetare
Bland personer som lett rikssända program från Karlstad märks Ulf Schenkmanis och Bengt Alsterlind.